# 백일헌로
백일헌로(Baegilheon-ro)는 충청남도 논산시 부적면 마구평삼거리에서 논산시 상월면 신충교차로를 잇는 도로이다.

## 주요 경유지
충청남도
- 논산시 (부적면 . 연산면 . 상월면)

## 노선
| 이름         | 접속 노선                   | 소재지 | 소재지 | 비고                                        |
| ------------ | --------------------------- | ------ | ------ | ------------------------------------------- |
| 마구평삼거리 | 국도 제1호선 (계백로)       | 논산시 | 부적면 |                                             |
| 부황과선교   |                             | 논산시 | 부적면 |                                             |
|              | 연산면                      | 논산시 |        |                                             |
| 오산교       |                             | 논산시 |        |                                             |
| 한천1교      |                             | 논산시 | 상월면 |                                             |
| 주곡교       |                             | 논산시 | 상월면 |                                             |
| (이름없음)   | 노성로                      | 논산시 | 상월면 | 지방도 제645호선 구간 지방도 제691호선 구간 |
| (이름없음)   | 국도 제23호선 (득안대로)    | 논산시 | 상월면 | 지방도 제645호선 구간 지방도 제691호선 구간 |
| (이름없음)   | 지방도 제691호선 (계룡산로) | 논산시 | 상월면 | 지방도 제645호선 구간 지방도 제691호선 구간 |
| 신충 교차로  | 국도 제23호선 (득안대로)    | 논산시 | 상월면 |                                             |

## 주요 시설및 건물
- 농협 상월농협 본점 (백일헌로 1009/산성리 80-3)
- 상월우체국 (백일헌로 1047/신충리 55-5)
- 상월면행정복지센터 (백일헌로 1049/신충리 53-2)
- 새마을금고 황산새마을금고 상월지점 (백일헌로 1052/신충리 87-1)